# 天月路
天月路（英語：Tin Yuet Road）是香港新界元朗區的一條道路，天恆邨的西面，南面連接天水圍天影路北行線，北面連接天影徑及通往輞井圍之未命名道路。
以天月路命名之路段實際只有由天華路出入口至其東北方閘口之彎位，全長約200米，其後通往輞井圍之道路已非屬天月路之一部分，但屬天月路之延伸，先經過香港濕地公園旁邊並向后海灣方向，最終到達深灣路為止，為輞井圍、沙橋及尖鼻咀之主要出入道路之一，令車輛毋須途經屏廈路及流浮山。

## 交匯道路
- 天影路
- 深灣路

## 主要設施
- 香港建造學院天月路訓練場
- 幸福山莊釣魚場（位於天月路延伸之未命名道路旁，但地址則寫作天月路）